# Муромцев, Матвей Васильевич
Матве́й Васи́льевич Му́ромцев (1734—1799) — генерал-поручик русской императорской армии из рода Муромцовых. Первый правитель Тульского наместничества (в 1777-84 гг.). Устроитель усадьбы Баловнево близ Данкова.

## Биография
Сын помещика Василия Яковлевича Муромцева и Евдокии Александровны, урожденной Бибиковой. Во время русско-турецкой войны 1768-74 гг. был генерал-квартирмейстером (начальником штаба) у графа П. А. Румянцева. Затем был губернатором в Новороссии в 1775—1777 годах. В 1780 году вышел в отставку в чине генерал-поручика.
Был наместником Тульского наместничества в 1777—1784 годах: участвовал в устранении последствий пожаров 1779 и 1781 годов, утвердил и курировал реализацию проекта перепланировки и регулярной застройки города Тула.
Награждён орденами Св. Георгия 4-й степени (№ 241 (201); 26 ноября 1774) и 3-й степени (№ 51, 26 ноября 1775). Также был награждён другими орденами Российской империи, в том числе Святой Анны 1 степени.
Матвей Васильевич начал строительство усадебного комплекса в Баловневе. Усадьба Муромцевых обладала 13 каскадными прудами, пейзажным парком на 96 десятин и садом 29 десятин. По утверждениям краеведов, у Муромцева гостила Екатерина Великая, к приезду которой якобы и создали всю эту роскошь, напоминавшую якобы по стилю летнюю царскую резиденцию. Ему же принадлежало село Себино. Скончался 30 октября 1799 года от плеврита.

## Семья

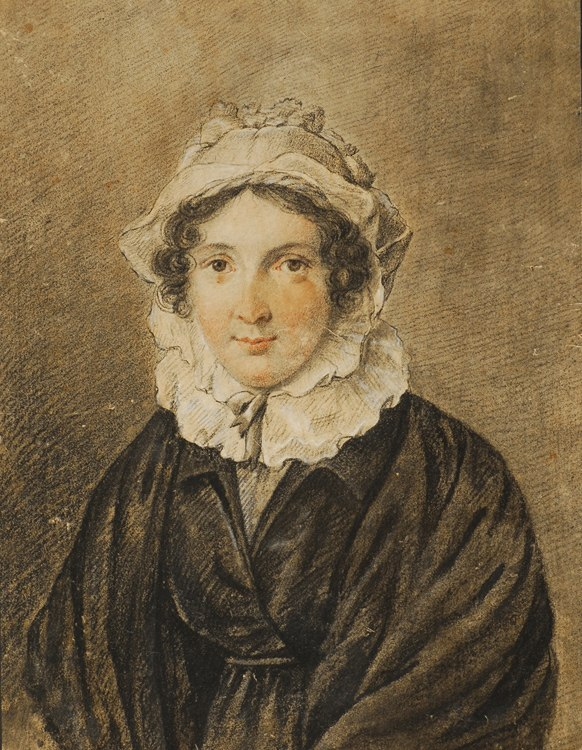
Варвара Лаврова, дочь

Первая жена — Екатерина Яковлева Засецкая (1757— около 1786), дочь прапорщика Якова Герасимовича Засецкого. Екатерина Яковлевна скончалась ещё молодой, оставив семерых детей. Матвей Васильевич впал в «страшную ипохондрию», от которой его безуспешно лечили и столичные медицинские светила, и Болотов с помощью своей «электрической машины» – некого подобия электрофореза. Исцелила же его новая влюблённость и женитьба на Екатерине Александровне Волковой. Дети:
- Варвара (1773—1820) — замужем за генерал-лейтенантом Николаем Ивановичем Лавровым (1761-1813), брак был бездетным; владела селом Лаврово Тамбовского уезда, которое досталось её племянникам Матвею и Вере Бибиковым, детям сестры Елизаветы. Умерла между 1820 и 1825 гг.
- Александра (1775—до 1815) — замужем с 1797 года за Степаном Николаевичем Волковым.
- Павел (1777—до 1816) — подполковник. Участвовал в Польском походе А. В. Суворова (1794), где был серьёзно ранен и вынужден был отправиться на лечение в Германию.
- Елизавета (1780 или 1783—1813) — в 1797г. окончила Императорское Воспитательное Общество (8-й выпуск)[8];с 1802 года замужем за Павлом Матвеевичем Бибиковым; их дети: Вера (род. 1810, в зам-ве Толстая) и Матвей (1812—1856), женатый на своей кузине Александре Матвеевне Муромцевой (1833—1897).
- Анна (1782 или 1785— ?) — в 1797г. окончила Императорское Воспитательное Общество (8-й выпуск)[8]; замужем за А.И.Трескиным.
- Александр (1786—8.05.1838) —адъютант М. Б. Барклая-де-Толли, директор Московского немецкого театра. С 26 февраля 1804 года[9] женат на княжне Варваре Петровне Вадбольской (31.03.1785—18.03.1825), по словам современника, «она была незавидной штучкой, глупа, дурна и бедна»[10]. Вторым браком был женат на Прасковье Александровне Арсеньевой, дочери генерал-лейтенанта Александра Дмитриевича Арсеньева (1766-1819).
- Софья (1784 или 1787— ?) — в замужестве Гинц.

Вторая жена (с 29 января 1787 года) — Екатерина Александровна Волкова (1766—1813), дочь А. А. Волкова. Венчались в Петербурге в церкви Владимирской Пресвятой Богородицы, что в Придворных слободах. По словам современников, Екатерина Александровна была «великая музыкантша и...необыкновенная певица». По семейным преданиям, сам Моцарт посвятил юной Екатерине, которая была знакома с великим композитором, сонату, но она, «к несчастью, утратилась». Московский дом Муромцева стал модным музыкальным салоном, где выступали и знаменитости и любители. У Екатерины Александровны было и ещё одно увлечение – она упорно «собирала разные китайские статуйки, чайники, шкалики, столы» и в Баловнёве устроила удивительные «Китайские комнаты». Любила цветы и экзотические растения, интерьеры московского и баловнёвского домов утопали в цветущей зелени. В 1812 г., узнав о приближении французов к Москве, выехала в Баловнёво, захватив с собой лучшие из ценностей московского дома. Каково же было её отчаяние, когда в усадьбу неожиданно привезли её сына Матвея почти в безнадёжном состоянии и тяжело раненного пасынка Александра. Однако заботливый уход, молодость и живительная сельская природа помогли обоим подняться на ноги и в апреле 1813 года вернуться в свой полк. Екатерине Александровне не довелось порадоваться великой победе. Она скончалась незадолго до взятия русскими войсками Парижа. Дети:
- Матвей (1790—3.02.1879) — адъютант С. Ф. Голицына и генерала А. П. Ермолова; действительный статский советник, рязанский губернский предводитель дворянства; владимирский вице-губернатор. С 1816 года женат на Варваре Гавриловне Бибиковой (род. 1792), сестре Д. Г. Бибикова. Их дети: Екатерина (6.03.1817—11.12.1834), Петр (1.10.1818—23.10.1831), Елизавета (в зам-ве Новосильцова), Леонид (10.04.1825—20.09.1899), Варвара (род. 1828; в зам-ве Миронова), Павел (1.03.1829— ?), Александра (1833—27.04.1897; замужем за двоюродным братом Матвеем Павловичем Бибиковым)
- Пётр, подпоручик, женат с 27 апреля 1821 года[12] на Софье Петровне Муромцевой, их сын крупный нефтепромышленник Пётр Муромцев (1828—1906).
- Екатерина, в замужестве с 4 апреля 1809 года[13] за артиллерии полковником Иваном Яковлевичем Шнейдером.